# یواس‌اس میامی (سی‌ال-۸۹)
یواس‌اس میامی (سی‌ال-۸۹) (به انگلیسی: USS Miami (CL-89)) یک کشتی بود که طول آن ۶۱۰ فوت ۱ اینچ (۱۸۵٫۹۵ متر) بود. این کشتی در سال ۱۹۴۲ ساخته شد.